# True Love (chanson de Cole Porter)
Pour les articles homonymes, voir True Love.
True Love est une chanson écrite et composée par Cole Porter pour le film musical américain Haute Société, sorti en 1956.
Dans le film, la chanson a été chantée par Bing Crosby et Grace Kelly.

## Accolades
La chanson a été nommée pour l'Oscar de la meilleure chanson originale de 1956, mais a perdu face à Que Sera, Sera (Whatever Will Be, Will Be) (paroles et musique : Jay Livingston et Ray Evans), interprétée dans le film L'Homme qui en savait trop par Doris Day.

## Reprises
- Ricky Nelson sur l'album  Ricky (en) (1957).